# August Willem van Brunswijk-Wolfenbüttel

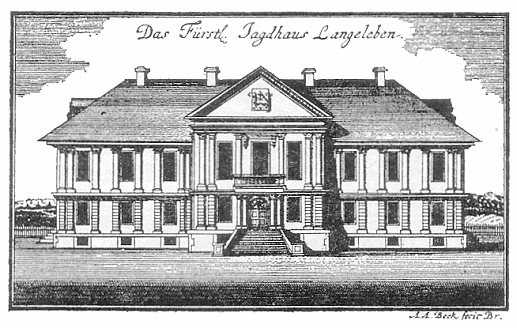
Dit jachtslot is rond 1690 door Johann Korb voor August Willem gebouwd. Het werd in 1830 afgebroken

August Willem (Wolfenbüttel, 8 maart 1662 - verm. aldaar, 23 maart 1731) was de derde zoon van hertog Anton Ulrich van Brunswijk-Wolfenbüttel en Elisabeth Juliana van Sleesijk-Holstein-Sønderborg-Nordborg. In 1714 volgde hij zijn vader op als hertog van Brunswijk-Wolfenbüttel. August Willem had niet het formaat van zijn vader, bovendien was zijn jongere broer Lodewijk Rudolf vaders favoriet.

## Leven
August Willem was weinig geïnteresseerd in de politiek en liet de beslissingen over aan zijn corrupte minister, Conrad Detlef, rijksgraaf Von Dehn, op wie hij verliefd was. De hertog was homoseksueel en interesseerde zich vooral voor kunst, opera en architectuur. In 1689 kwam hij naar Amsterdam en bezocht de Schouwburg van Van Campen op de Keizersgracht. In datzelfde jaar werd begonnen met de bouw van een opera in Braunschweig. Bij zijn aantreden werd het operagebouw vernieuwd. Er zijn ook opera's opgevoerd in Wolfenbüttel en Salzdahlum, het buitenverblijf van de hertogelijke familie waar operaballetten van Campra en Jean-Baptiste Lully zijn opgevoerd. Hij nam Johann Adolf Hasse en Carl Heinrich Graun in dienst. In 1725 ging hij op bezoek in Hamburg en werd door het stadsbestuur met een speciaal gecomponeerde opera door Telemann onthaald.
De schatkist was leeg toen hij in 1731 stierf. Niettemin kreeg August Willem een imposante begrafenis. Von Dehn werd ontslagen en kreeg een gouden handdruk. Hij stierf in Den Haag.

## Huwelijken
August Willem had geen kinderen, alhoewel hij drie keer getrouwd was geweest:
- Christina Sophia (1654-1695), dochter van hertog Rudolf August van Brunswijk-Wolfenbüttel, in 1681.
- Sophia Amalia (1670-1710), dochter van hertog Christiaan Albrecht van Sleeswijk-Holstein-Gottorp, in 1695. (Haar vader was in 1678 betrokken bij de oprichting van een Opera in Hamburg).
- Elizabeth Sophia Maria (1683-1767), dochter van hertog Rudolf Frederik van Sleeswijk-Holstein-Sonderburg, in 1710.